# Mulcer

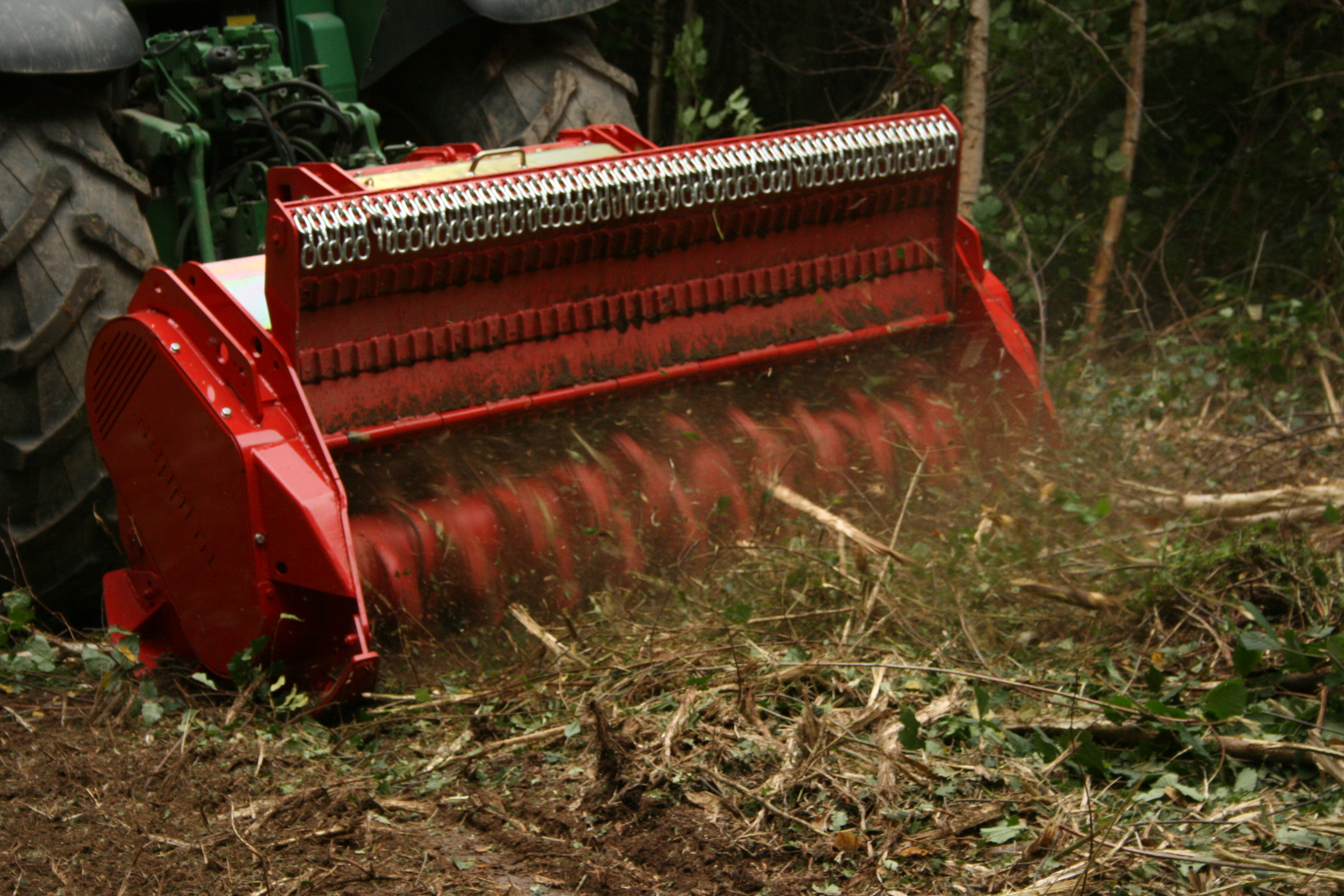
Mulcer forestier

Mulcer sau "tocător/mărunțitor de resturi vegetale" este un echipament purtat de un utilaj purtător și acționat de acesta, mecanic sau hidraulic, care toacă resturi vegetale sau vegetație forestieră pe picior, lăsând pe sol un strat de tocătură care, în prima fază, protejează solul, apoi se descompune și devine îngrășământ de tip mulci.
Mulcerele acționează printr-un sistem de ciocane cu diverse geometrii, fixe sau mobile pe un tambur, care se rotește în sens invers roții tractorului, ridică și mărunțesc vegetația de pe sol.

## Utilizări
- agricultură - se preferă în agricultura modernă ca alternativă la arderea miriștei;
- viticultură și pomicultură - pentru curățarea spațiilor dintre rândurile de vie sau pomi;
- silvicultură - pentru recuperarea terenului dupǎ tăierile la ras și pregătirea acestuia pentru cultivare;
- lucrări comunale - curățarea pășunilor, tunderea gardurilor vii și a vegetației înalte:
- utilizări hibride: pregătirea terenurilor pentru pârtii de schi, tăierea vegetației din șanțuri și canale.